# 榆林港
榆林港，位於海南省三亚市东南部，西起鹿回头角，东止锦母角。海湾面积约37平方公里。位于东经109.5度，北纬18.2度。榆林港以东海岸曲折，港湾较多，有虎头岭、琼南岭、赤岭、南湾岭等凹凸海岸線。

## 历史
1494年（明弘治七年）海南掌卫指挥张诩为防御海寇袭击，就在榆林设有营垒。清代加設有炮台，歸屬瓊州府崖州協水师营管辖。

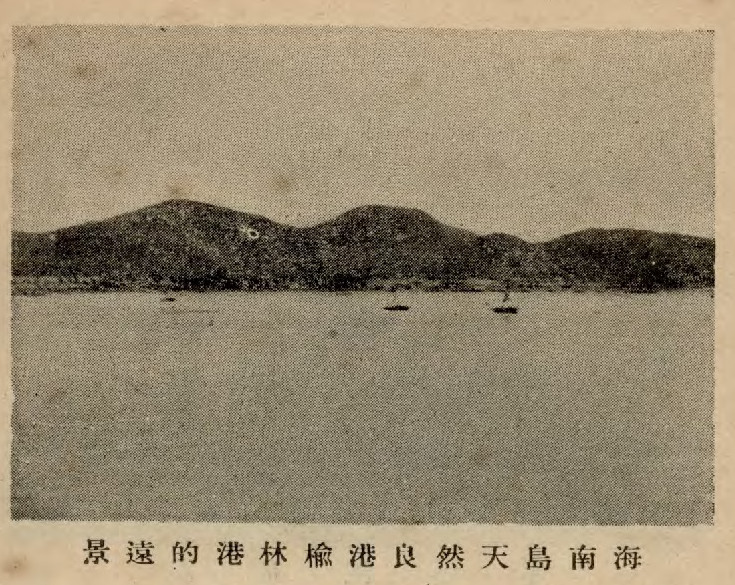
1947年《中國新海軍》插圖

1939年2月，日军侵占榆林港，在1942年前后修建榆林和安游码头。在日军占据海南期间，榆林港成为田独铁矿、石碌铁矿的运输港口之一，日军驱使中国劳工修建八所至榆林的铁路后，榆林港成为了日本将海南矿产运出的主要港口。
抗日戰爭后期，该港被美国空軍轰炸。光復後由中華民國海军第四舰队接收，1950年3月国军破坏港口设备後撤走，之後修復擴建，成為中国人民解放军面對南海的大型軍港，名為中國人民解放軍海軍榆林基地，漢和防務雜誌曾發表該區建有許多潛艇洞庫，南海艦隊潛艦可以在無空中威脅的山洞中補給和下潛，安全無虞。

## 军港
周邊建有有大东海、小东海等海水浴场，但軍港區5公里以內人車管制，在俯瞰港區的位置拍照有可能被國安部人員以間諜罪逮捕。外海的东、西瑁州岛成為港區屏障，有解放軍哨點和防空飛彈部屬的洞庫。2015年起消息傳出當地建造大型航母基地，而非原本外界猜測的亞龍灣，该项目于2011年动工兴建，只用了4年就基本完工，可停泊兩艘核動力大型航母和相伴艦隊群。